# Хеллер, Амос Артур
А́мос А́ртур Хе́ллер (англ. Amos Arthur Heller, 1867, США — 1944, там же) — американский ботаник, известный коллекционер ботанических образцов начала XX века, собиратель коллекций и гербариев.
С 1904 по 1908 год жил в городке Лос-Гатос, расположенном в Калифорнии, южнее Сан-Франциско, собирал растения по всей центральной Калифорнии. Помимо калифорнийских растений, у него была значительная коллекция растений из Пуэрто-Рико. В 1913 году Хеллер переехал в Чико (Калифорния), где преподавал в местной средней школе и продолжал собирать растения.
Его первый гербарий, включающий более 10 000 листов, хранится в Бруклинском ботаническом саду. Второй гербарий и библиотека Хеллера находятся в Университете Вашингтона в Сиэтле. 
Хеллером было описано множество новых видов растений.

## Печатные работы
- «Observations on the ferns and flowering plants of the Hawaiian Islands», Minnesota Botanical Studies. 1897.
- «Catalogue of North American plants North of Mexico, exclusive of the lower Cryptogams», 1898.